# Бутусін Леонід Олегович
Леонід Олегович Бутусін (27 квітня 2001, м. Владивосток — 9 березня 2022, с. Лукашівка, Чернігівська область) — український військовослужбовець, солдат 16 ОМПБ Збройних сил України, учасник російсько-української війни. Герой України (2023).

## Життєпис
У 2014 родина Бутусіних переїхала з Росії на українське Прикарпаття.
Закінчив Надвірнянський військово-спортивний ліцей, юридичний факультет Одеського університету.
У 2020 році разом з братом Романом вступили до лав Збройних сил України і воювали на Донеччині. Після повномасштабного російського вторгнення брали участь в боях за Чернігівщину, де загинули 9 березня 2022 року під час оборони села Лукашівка.
Поховані на Алеї слави в Калуші на Івано-Франківщині.
У червні 2022 року подання щодо присвоєння братам звання Герой України підписав Головнокомандувач Збройних сил України Валерій Залужний.
18 жовтня 2024 року батьки Леоніда та Романа Бутусіних з Івано-Франківщини отримали сертифікати на житло від президента Зеленського .

## Нагороди
- звання Герой України з удостоєнням ордена «Золота Зірка» (8 липня 2023, посмертно) — за особисту мужність і героїзм, виявлені у захисті державного суверенітету та територіальної цілісності України, самовіддане служіння Українському народові[2].
- медалі «Операція Об'єднаних сил. За звитягу та вірність» (22 червня 2021), «За оборону рідної держави» (11 жовтня 2022)[джерело?].